# 2000年夏季残疾人奥林匹克运动会个人残疾人奥林匹克运动员
2000年，东帝汶受联合国管治且未获国际残疾人奥林匹克委员会承认。两名当地运动员参加了当年的悉尼残奥会，但只称个人残疾人奥林匹克运动员。
当年参加残奥会的个人运动员分别为阿尔西诺·佩雷拉（Alcino Pereira；田径运动员，参加男子T38级5000米跑比赛）和马特乌斯·卢卡斯（Mateus Lukas；健力运动员，参加男子48公斤以上级比赛） 。前者未能完成比赛，后者成绩达105公斤，排名第13，是为倒数第一。
东帝汶获承认后，该国于2008年正式首秀残奥赛事。

## 赛事成绩
| 运动员          | 大项 | 小项              | 得分    | 排名 |
| --------------- | ---- | ----------------- | ------- | ---- |
| 阿尔西诺·佩雷拉 | 田径 | 男子T38级5000米跑 | 未完成  | 无   |
| 马特乌斯·卢卡斯 | 健力 | 男子48公斤以上    | 105公斤 | 13   |